# Verosvres
Verosvres (prononcer [veʁovʁ], Vérôvres ; Vroules en patois charolais) est une commune française située dans le département de Saône-et-Loire, en région Bourgogne-Franche-Comté.

## Géographie

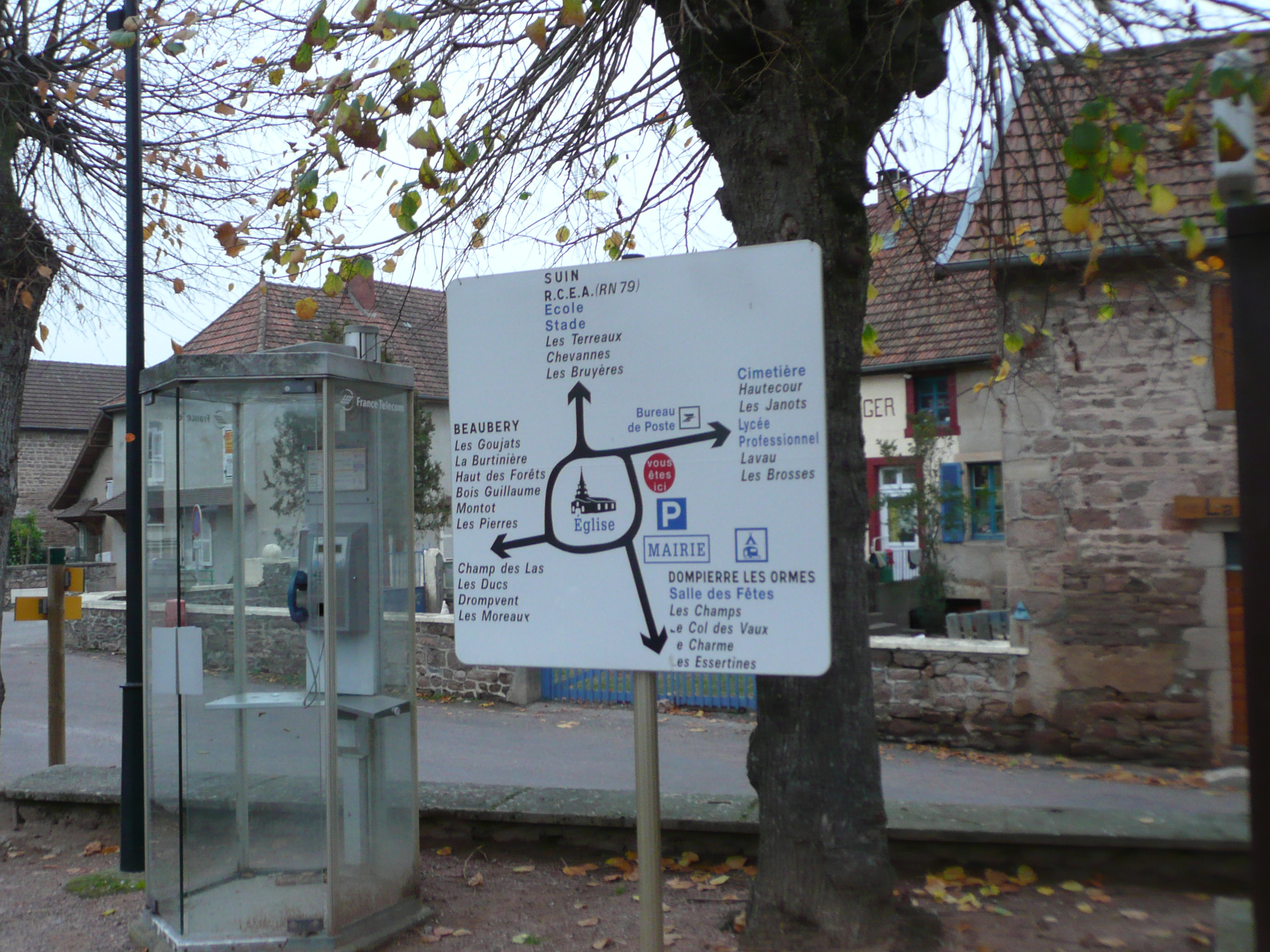
Les hameaux de Verosvres.

La commune de Verosvres est constituée d'un bourg et de plusieurs hameaux : les Terreaux, Chevannes, les Bruyères, Hautecour, les Janots, Lavau, les Brosses, les Champs, le Col des Vaux, le Charme, les Essertines, les Goujats, la Burtinière, Haut-des-Forêts, Bois Guillaume, Montot, les Pierres, Champ-des-Las, les Ducs, Drompvent et les Moreaux.
Elle se situe dans les monts du Charolais, entre la montagne de Suin, celle de Botey et le col des Vaux (par lequel passe la ligne de partage des eaux entre les bassins du Rhône et de la Loire). Une petite rivière, la Semence, traverse la commune avant de se confondre, à Charolles, avec l’Arconce dont les eaux finissent par se jeter dans la Loire.

### Climat
Pour des articles plus généraux, voir Climat de la Bourgogne-Franche-Comté et Climat de Saône-et-Loire.
En 2010, le climat de la commune est de type climat océanique dégradé des plaines du Centre et du Nord, selon une étude du Centre national de la recherche scientifique s'appuyant sur une série de données couvrant la période 1971-2000. En 2020, Météo-France publie une typologie des climats de la France métropolitaine dans laquelle la commune est exposée à un climat de montagne ou de marges de montagne et est dans la région climatique Centre et contreforts nord du Massif Central, caractérisée par un air sec en été et un bon ensoleillement.
Pour la période 1971-2000, la température annuelle moyenne est de 10,6 °C, avec une amplitude thermique annuelle de 16,9 °C. Le cumul annuel moyen de précipitations est de 938 mm, avec 12,2 jours de précipitations en janvier et 8,2 jours en juillet. Pour la période 1991-2020, la température moyenne annuelle observée sur la station météorologique de Météo-France la plus proche, « Beaubery », sur la commune de Beaubery à 3 km à vol d'oiseau, est de 10,9 °C et le cumul annuel moyen de précipitations est de 1 020,3 mm. 
La température maximale relevée sur cette station est de 39,4 °C, atteinte le 31 juillet 2020 ; la température minimale est de −18 °C, atteinte le 12 janvier 1987,,.
Les paramètres climatiques de la commune ont été estimés pour le milieu du siècle (2041-2070) selon différents scénarios d'émission de gaz à effet de serre à partir des nouvelles projections climatiques de référence DRIAS-2020. Ils sont consultables sur un site dédié publié par Météo-France en novembre 2022.

## Urbanisme

### Typologie
Au 1er janvier 2024, Verosvres est catégorisée commune rurale à habitat très dispersé, selon la nouvelle grille communale de densité à sept niveaux définie par l'Insee en 2022.
Elle est située hors unité urbaine et hors attraction des villes,.

### Occupation des sols
L'occupation des sols de la commune, telle qu'elle ressort de la base de données européenne d’occupation biophysique des sols Corine Land Cover (CLC), est marquée par l'importance des territoires agricoles (72,3 % en 2018), une proportion sensiblement équivalente à celle de 1990 (72,2 %). La répartition détaillée en 2018 est la suivante : 
zones agricoles hétérogènes (36,6 %), prairies (35 %), forêts (27,7 %), terres arables (0,7 %). L'évolution de l’occupation des sols de la commune et de ses infrastructures peut être observée sur les différentes représentations cartographiques du territoire : la carte de Cassini (XVIIIe siècle), la carte d'état-major (1820-1866) et les cartes ou photos aériennes de l'IGN pour la période actuelle (1950 à aujourd'hui).

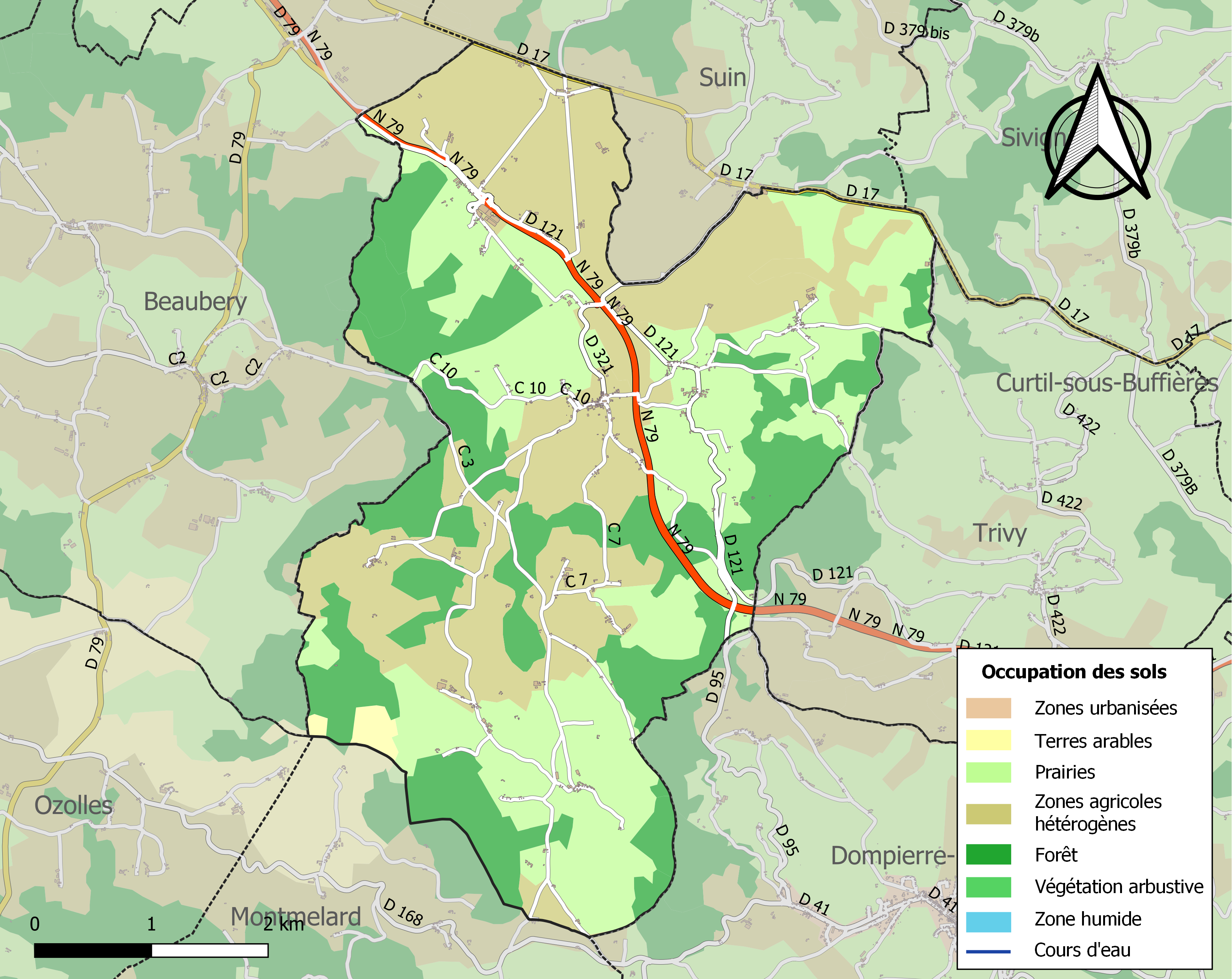
Carte des infrastructures et de l'occupation des sols de la commune en 2018 (CLC).

## Toponymie
Le nom « Verosvres » (qui se prononce Vérôvre) serait peut-être d'origine gauloise et viendrait de « Verobriga, dont la décomposition donne vero, thème correspondant à « vrai, bon », et briga qui veut dire « forteresse », d'où la signification de « bonne forteresse » ou encore « forteresse de secours ».

## Histoire
En 1920, le bourg de Verosvres formait « une agglomération de quatre-vingts maisons environ, dont une pour le bureau de la poste et du télégraphe ». La commune était alors desservie par une ligne de chemin de fer, désormais disparue, qui reliait Paray-le-Monial à Mâcon, et s'arrêtait à une station dénommée Les Terreaux-Verosvres.

## Politique et administration

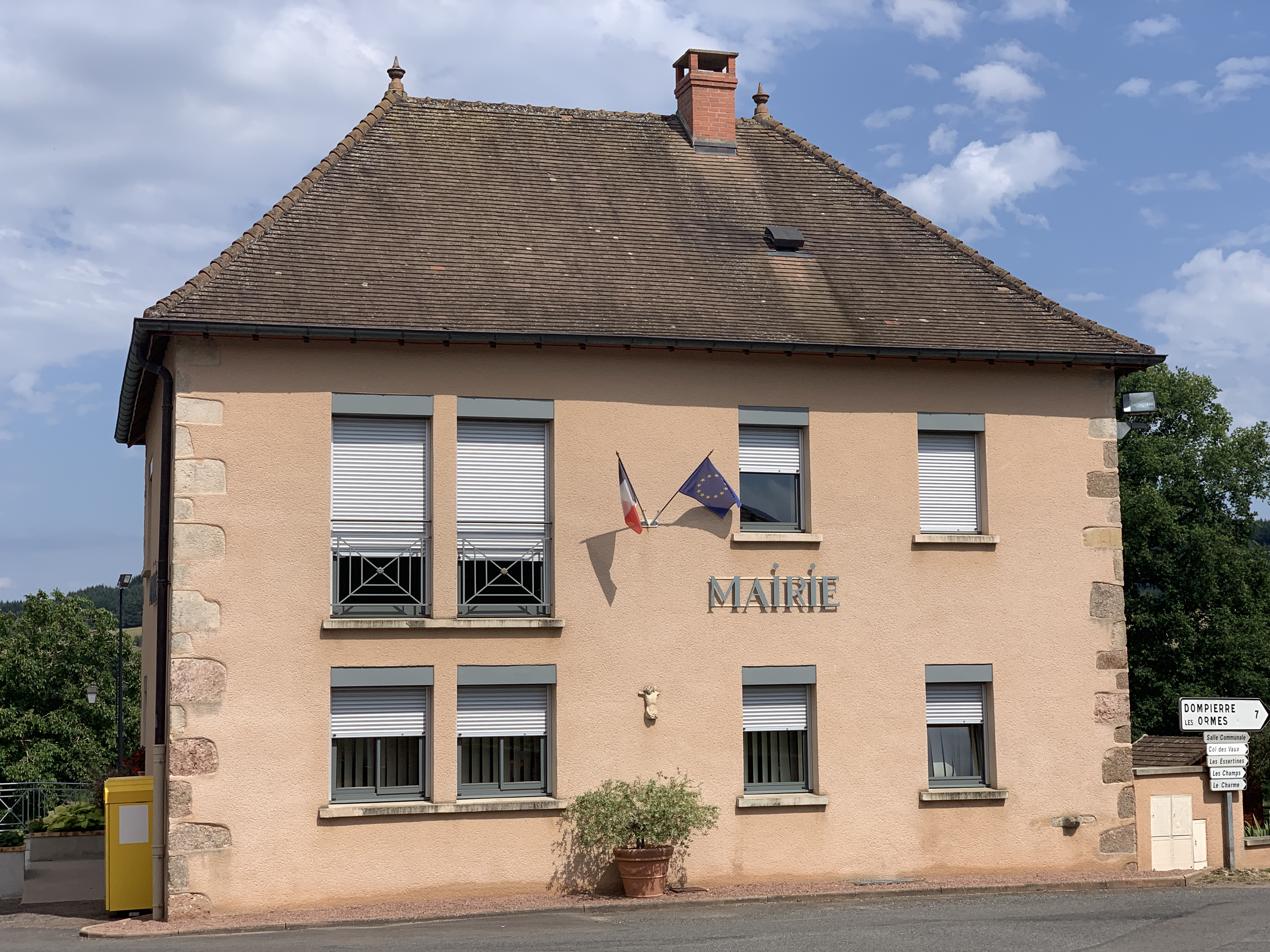
Mairie.

| Période                                  | Période      | Identité          | Étiquette   | Qualité           |
| ---------------------------------------- | ------------ | ----------------- | ----------- | ----------------- |
| mars 1971                                | 1994         | François Lacharme | DVG puis PS | Directeur d'école |
| 1994                                     | 2001         | André Desbois     |             |                   |
| mai 2001                                 | mars 2014    | Pierre Bidaut     |             |                   |
| mars 2014                                | octobre 2024 | Eric Martin       |             |                   |
| octobre 2024                             | En cours     | Laurence Guilloux |             |                   |
| Les données manquantes sont à compléter. |              |                   |             |                   |

## Démographie
L'évolution du nombre d'habitants est connue à travers les recensements de la population effectués dans la commune depuis 1793. Pour les communes de moins de 10 000 habitants, une enquête de recensement portant sur toute la population est réalisée tous les cinq ans, les populations de référence des années intermédiaires étant quant à elles estimées par interpolation ou extrapolation. Pour la commune, le premier recensement exhaustif entrant dans le cadre du nouveau dispositif a été réalisé en 2005.

En 2022, la commune comptait 430 habitants, en évolution de −4,02 % par rapport à 2016 (Saône-et-Loire : −1,06 %, France hors Mayotte : +2,11 %).
| 1793 | 1800 | 1806 | 1821 | 1831 | 1836 | 1841 | 1846 | 1851 |
| ---- | ---- | ---- | ---- | ---- | ---- | ---- | ---- | ---- |
| 737  | 659  | 689  | 975  | 995  | 898  | 954  | 972  | 995  |

| 1856  | 1861  | 1866  | 1872  | 1876  | 1881  | 1886  | 1891  | 1896  |
| ----- | ----- | ----- | ----- | ----- | ----- | ----- | ----- | ----- |
| 1 050 | 1 078 | 1 044 | 1 109 | 1 144 | 1 170 | 1 219 | 1 180 | 1 173 |

| 1901  | 1906  | 1911 | 1921 | 1926 | 1931 | 1936 | 1946 | 1954 |
| ----- | ----- | ---- | ---- | ---- | ---- | ---- | ---- | ---- |
| 1 082 | 1 079 | 997  | 820  | 808  | 774  | 819  | 745  | 663  |

| 1962 | 1968 | 1975 | 1982 | 1990 | 1999 | 2005 | 2006 | 2010 |
| ---- | ---- | ---- | ---- | ---- | ---- | ---- | ---- | ---- |
| 606  | 555  | 486  | 475  | 425  | 402  | 478  | 482  | 437  |

| 2015 | 2020 | 2022 | - | - | - | - | - | - |
| ---- | ---- | ---- | - | - | - | - | - | - |
| 449  | 438  | 430  | - | - | - | - | - | - |

## Culture locale et patrimoine

### Lieux et monuments

#### À Verosvres

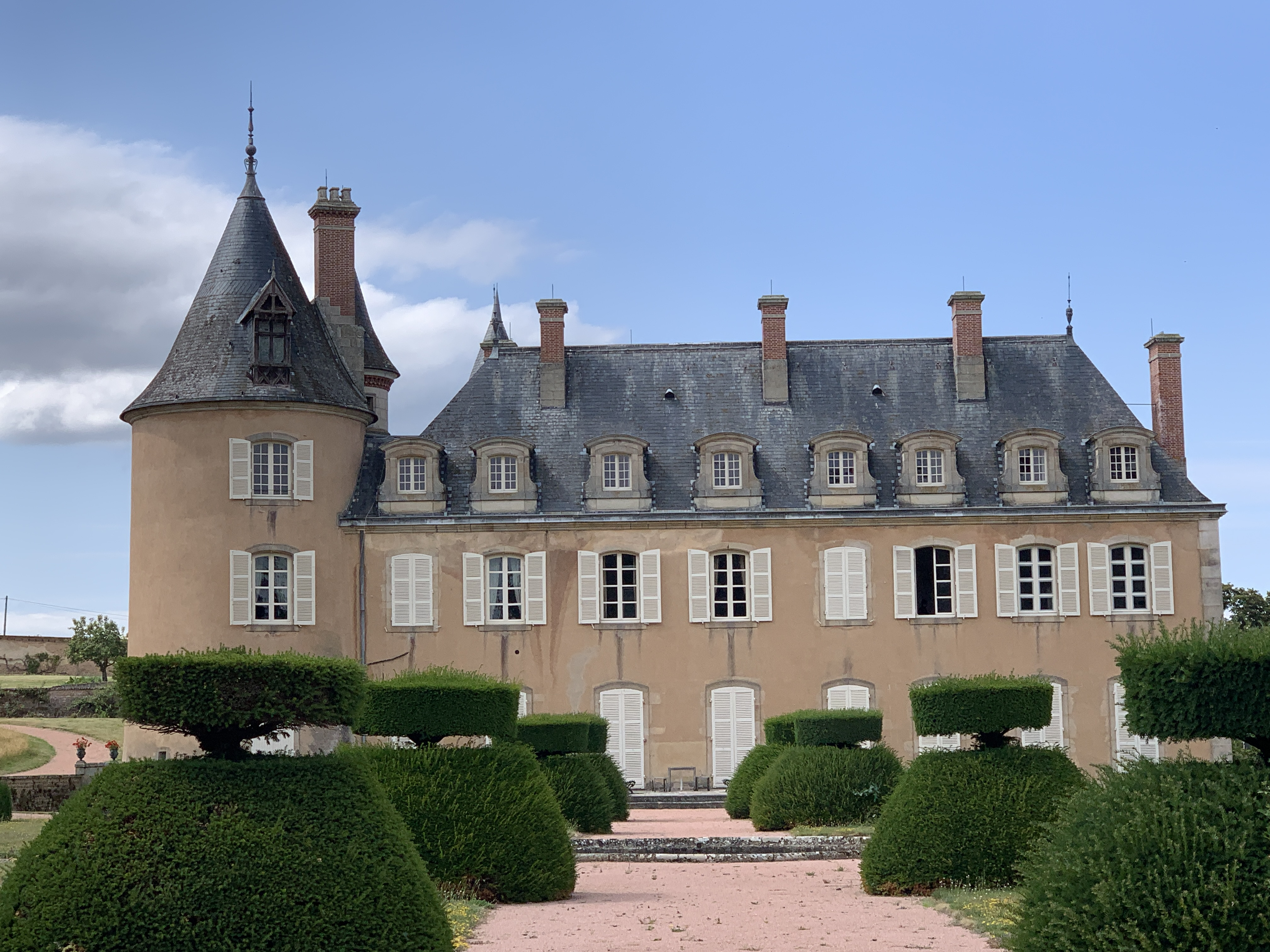
Le château du Terreau.

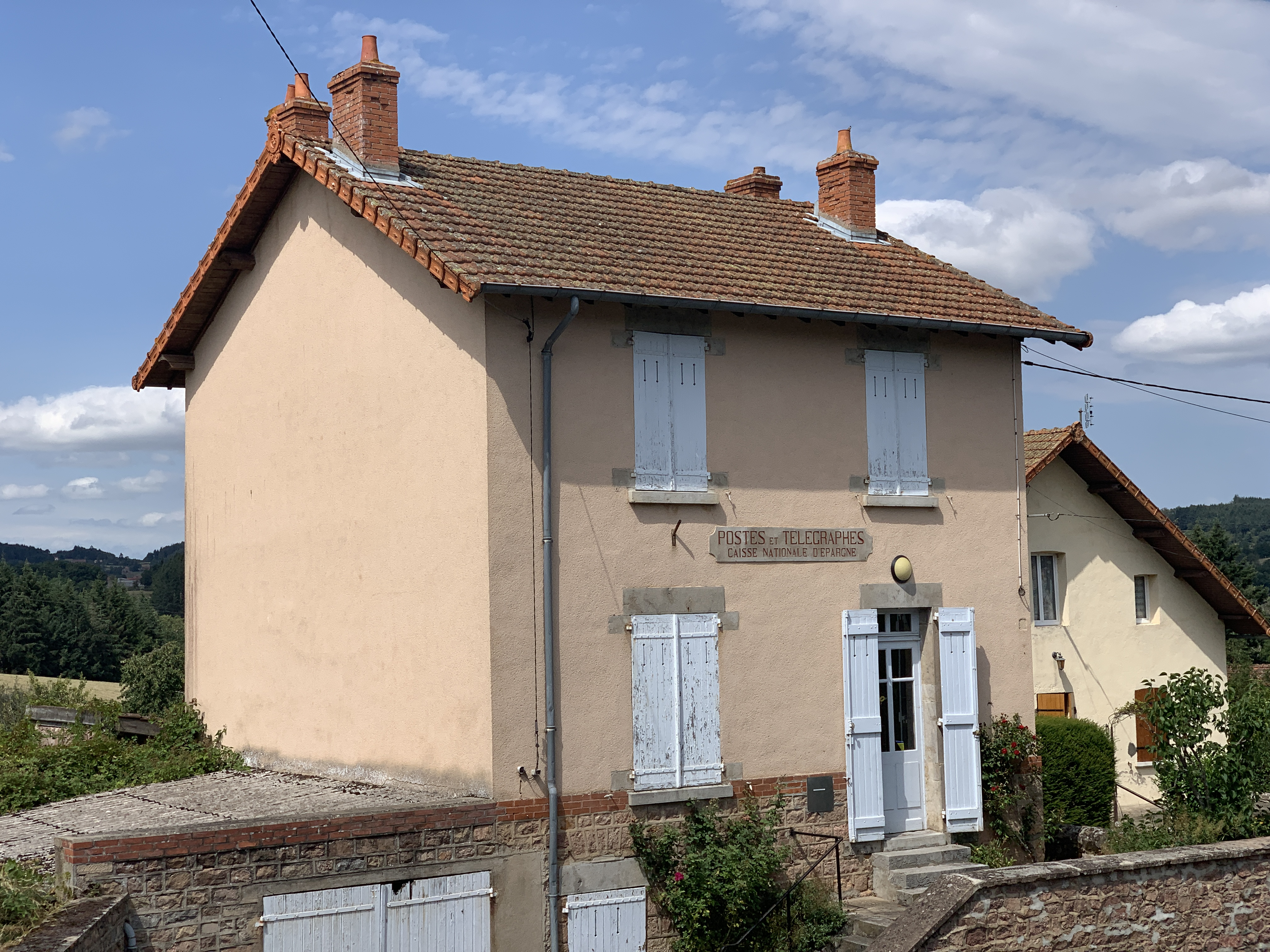
Ancien bureau de poste.

- Église, placée sous le vocable de saint Laurent ;
- Château du Terreau.

#### Aux alentours
- Le Lab 71 à Dompierre-les-Ormes ;
- L'Arboretum de Pézanin à Dompierre-les-Ormes.

### Personnalités liées à la commune
- Marguerite-Marie Alacoque, religieuse mystique, née à Verosvres en 1647, canonisée en 1920, et à l'origine du culte du Sacré-Cœur.
- Pierre Albuisson, né en 1952, artiste dessinateur et maître graveur, président-fondateur en 2005 de l'association Art du timbre gravé.

## Pour approfondir